# Heilprin Mihály
Heilprin Mihály (Piotrków, (Lengyelország), 1823 – Summit (New Jersey) 1888. május 10.) író és publicista, az 1849-es magyar emigráció tevékeny tagja.

## Életpályája
Híres zsidó tudós család sarja, aki anélkül, hogy rendes iskoláztatásban részesült volna, sokoldalú tudományt, egyebek közt 18 nyelvet sajátított el. 
1842-ben vagy 1843-ban hagyta el Oroszország lengyel-zsidó vidékeit. Magyarországra jött, polgári jogot nyert. A magyar nyelvet tökéletesen megtanulta, huszonnégy éves korában már költői kísérletezéssel lépett a magyar közönség elé (Zsidó kördal. Miskolc, 1846.) 
A szabadságharc idején Szemere Bertalan miniszterelnök mellett titkári állást kapott. Ő volt az első zsidó, aki állami hivatalt viselt Magyarországon. A forradalom érdekében lelkes beszédeket mondott a népgyűléseken, több politikai verset írt. 1849-ben külföldre menekült: Hamburg, Brüsszel, Párizs után 1850-ben visszatért Magyarországra és Miskolcon könyvkereskedő volt néhány évig, majd a sátoraljaújhelyi zsidó iskolát igazgatta.
1856-ban kivándorolt Amerikába, tanító lett New Yorkban, később több tekintélyes lapnak, így az Evening Postnak belső munkatársa lett. Társszerkesztője volt az Appleton New-American Encyclopediájának (Új amerikai enciklopédia) és szerkesztette a becses American Cyclopediát. Az Oroszországból kiüldözött zsidó menekültek letelepedését nagy sikerrel intézte.
Miskolcon 1852-ben kiadta a Szépirodalmi könyvtárt (I. Tompa Mihály, Regék, beszélyek, II. Scribe, Carlo Broschi, III. Sue, A fukarság). Költeménye jelent meg a Pesti Divatlapban (1847. I. Mit csinálnak Izraelben c.). Cikke a Vasárnapi Ujságban (1868. New-yorki magyar egylet.)

## Munkái
- Zsidó kördal. Miskolc, 1846.
- The historical Poetry of the ancient Hebrews. New-York, 1879. (Több munkái közt, mint újabb munkáját, mely feltünést keltett, említi az Amerikai Nemzetőr.)